# Operacja Payback

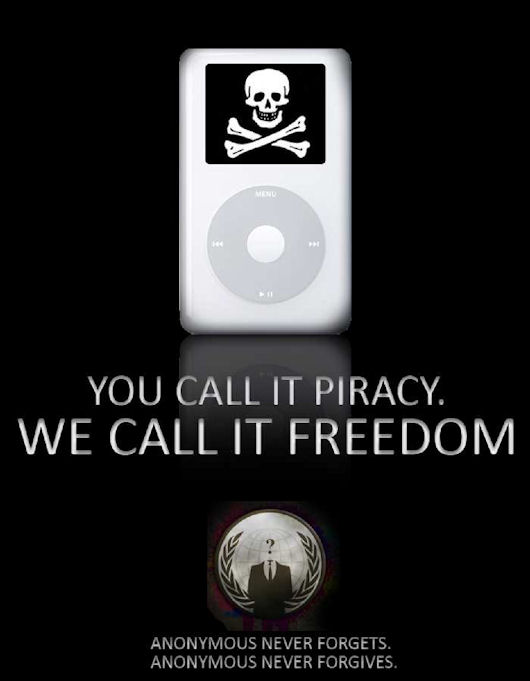
Jedna z pierwszych ulotek Operacji Payback

Operacja Payback – skoordynowana i zdecentralizowana grupa ataków skierowana przeciwko wrogom piractwa internetowego przeprowadzona przez Anonymous. Została ona przeprowadzona jako odwet za przeprowadzenie ataków DDoS na strony torrent. Propagatorzy działań pirackich przeprowadzili ataki na przeciwników takich działań. Wywołana została fala ataków przeciwko organizacjom chroniącym prawa autorskie, zapobiegające piractwu, kancelariom prawnym i osobom prywatnym.
Po ujawnieniu depesz amerykańskiej dyplomacji przez WikiLeaks, w listopadzie i grudniu 2010 roku, organizatorzy rozpoczęli ataki DDoS na strony banków, które wycofały swoje infrastruktury bankowe z WikiLeaks.

## Tło i pierwsze ataki
W 2010 roku kilka spółek z Bollywoodu zatrudniło Aiplex Software w celu przeprowadzenia ataków DDoS na strony internetowe, które nie odpowiedziały na wezwania do usunięcia nielegalnych treści (filmów opublikowanych przy złamaniu praw autorskich) znajdujących się na nich. W odwecie piraccy aktywiści stworzyli Operację Payback we wrześniu 2010 roku. Pierwotnym planem operacji był bezpośredni atak na Aiplex Software, lecz kilka godzin przed planowanym atakiem strona została już zaatakowana przez innego aktywistę. W związku z tym Operacja Payback dokonała ataków na strony innych organizacji, które surowo egzekwowały prawa autorskie, czyli Motion Picture Association of America (MPAA) oraz Międzynarodowa Federacja Przemysłu Fonograficznego, powodując zakłócanie działania tych stron na łącznie 30 godzin. W ciągu następnych dwóch dni Operacja Payback zaatakowała mnóstwo stron stowarzyszonych z MPAA, m.in. Recording Industry Association of America (RIAA) i Brytyjski Przemysł Fonograficzny. Zaatakowane zostały również organizacje prawnicze takie jak ACS:Law, Davenport Lyons, Dunlap, Grubb & Weaver.

## Ataki komputerowe na przemysł muzyczny

### Przedsiębiorstwa i organizacje prawnicze
Atakom DDoS została poddana brytyjskie przedsiębiorstwo prawnicze ACS:Law 21 września 2010 roku. Zapytany o nie, właściciel Andrew Crossley, odpowiedział:

„Atak trwał tylko przez kilka godzin. Bardziej obawiam się dziesięciominutowego spóźnienia pociągu lub czekania w kolejce po kawę, niż ich [aktywistów] marnujących mój czas takim rodzajem śmieci.”

W momencie gdy strona internetowa wróciła do działania, plik rozmiarów 350MB będący kopią zastępczą strony, stał się publicznie dostępny na krótką chwilę. Kopia zawierała firmowe konwersacje i maile oraz została pobrana i udostępniona na kilku różnych sieciach peer-to-peer i adresach internetowych, włączając w to The Pirate Bay. Niektóre z maili zawierały niezaszyfrowane arkusze Excela, w których znajdowały się listy danych osobistych osób, które ACS:Law oskarżyła o nielegalne rozpowszechnianie multimediów. Jeden arkusz zawierał ponad 5300 klientów Sky broadband oskarżonych o nielegalne udostępnianie pornografii, zaś inny szczegóły dotyczące 400 klientów Plusnet oraz 8000 Sky podejrzanych o naruszenie praw autorskich poprzez udostępnianie muzyki na sieciach peer-to-peer.
W Leesburg 30 września 2010 roku biuro Dunlap przedsiębiorstwa prawniczego Grubb & Weaver zostało ewakuowane przez policję po otrzymanym mailu z groźbą ataku bombowego. To wydarzenie mogło być związane z grupą Anonymus. Wtedy zaatakowane zostały również inne strony internetowe, takie jak websheriff.com. Ataki organizowano poprzez kanał Internet Relay Chat i stały się popularnym tematem na Twitterze.

### ACAPOR
We wrześniu 2010 roku, w celu upewnienia się, że obywatele Portugalii nie będą mogli mieć dostępu do strony thepiratebay.org, Associação do Comércio Audiovisual de Portugal (ACAPOR) napisało skargę na The Pirate Bay. Skarga została wypełniona wraz z Generalną Inspekcją Działalności Kulturalnej, która jest częścią portugalskiego Ministerstwa Kultury. Według ACAPOR, The Pirate Bay bezpośrednio odpowiada za około 15 milionów nielegalnych pobrań multimediów w Portugalii każdego roku. Poprzez zastosowanie blokady strony pośród wszystkich dostawców usług internetowych, ACAPOR liczyło na zmniejszenie strat finansowych spowodowanych przez działalność The Pirate Bay.
Dnia 18 października 2010 roku strona internetowa ACAPOR została zaatakowana, pojawił się na niej tekst Operacji Payback oraz przekierowanie do strony The Pirate Bay. Poza zniszczeniem strony, kopia bazy danych z mailami organizacji została opublikowana na The Pirate Bay. Konwersacja mailowa organizacji ujawniła jej metody walki z piractwem, ogólne niezadowolenie z wymiaru sprawiedliwości oraz rządu Portugalii oraz jej spory z dostawcami usług internetowych. ACAPOR stwierdziło, że „w interesie dostawców leży piractwo.”

### Kolejne ataki
04.10.2010 – atak na stronę internetową Ministry of Sound oraz na stronę Gallanta Macmillana.
07.10.2010 – Operacja Payback atakuje stronę internetową hiszpańskiej organizacji działającej na rzecz praw autorskich – sgae.es. Po tym dniu łączny czas awarii wszystkich stron internetowych zaatakowanych przez Operację Payback wynosił około 537 godzin.
15.10.2010 – strona copyprotected.com została uszkodzona metodą SQL injection.
18.10.2010 – doszło do ataku DDoS przeciwko brytyjskiej stronie Intellectual Property Office.
21.10.2010 – austriackie przedsiębiorstwa produkcyjne SatelFilm i Wega-Film zostały zniszczone serią ataków DDoS – odpowiedź na wysiłek jaki włożyły w celu zablokowania strony nielegalnie uodstępniającej filmy. Tego samego dnia strona pornograficzna hustler.com została zaatakowana.

### Odpowiedź na wypowiedzi muzyka
Podczas targów MIPCOM (fr. Marché International des Programmes de Communication) w 2010 roku, wokalista zespołu KISS Gene Simmons stwierdził:

Upewnijcie się, że wasz zespół jest pod ochroną... Upewnijcie się, że nie ma najazdów. Bądźcie sporni. Pozywajcie każdego. Zabierzcie ich domy, ich auta. Nie pozwólcie nikomu przekroczyć tej linii.

W odpowiedzi na komentarze muzyka, członkowie Operacji Payback zwrócili uwagę na jego dwie strony internetowe, tj. SimmonsRecords.com i GeneSimmons.com. Zostały one zaatakowane, a czas ich awarii wyniósł łącznie 38 godzin. Reakcją muzyka był post, w którym otwarcie wypowiedział wojnę organizacji Anonymous. Simmons napisał, że kontaktował się w tej sprawie z FBI i zapowiedział osobom, które brały udział w ataku DDoS, że prędzej czy później dosięgnie ich sprawiedliwość. Doprowadziło to do kolejnych ataków i dłuższych awarii jego stron. Ponad rok później, w grudniu 2011 roku, osoba rozpoznawalna pod pseudonimem „spydr101” została aresztowana w związku z atakami na stronę GeneSimmons.com. Została oskarżona o nieautoryzowane wykorzystanie zabezpieczonego komputera, a także zakłócenie działania sieci informatycznej.

### RIAA
Dnia 26 października 2010 nakazano, aby program LimeWire zaprzestał nielegalnego transferu i dystrybucji plikami; przyczyną tego nakazu była przegrana rozprawa sądowa wytoczona przez RIAA w sprawie roszczeń dotyczących naruszenia praw autorskich. Organizacja nie była usatysfakcjonowana treścią nakazu, więc oznajmiła zamiar kontynuacji procesu w celu uzyskania odszkodowania za straty poniesione przez działalność LimeWire. W odwecie członkowie Operacji Payback zapowiedzieli atak na stronę internetową RIAA, do którego doszło 29 października 2010 roku. Po ataku strony riaa.org oraz riaa.com były nieosiągalne w Europie. Tego samego dnia została również zaatakowana strona główna Operacji Payback – członkowie musieli zmienić adres z tieve.tk na anonops.net. Wszystkie ataki tego dnia wykonano metodą DDoS.

### Ataki 5 listopada 2010 roku
Około 28 października 2010 członkowie Operacji Payback stworzyli nową stronę internetową w celu koordynowania protestów z różnych stron świata, aby zwrócić uwagę ludzi na ich sprawę. Protesty odbyły się 5 listopada, celowo w dzień spisku prochowego, z którym to grupa Anonymous jest związana poprzez wykorzystanie w wizerunku maski Guya Fawkesa. Jednym z elementów protestu był atak na United States Copyright Office, po którym FBI rozpoczęło śledztwo.

### Przerwa i wznowienie ataków komputerowych
9 listopada 2010 roku Operacja Payback tymczasowo przerwała ataki. Przerwa trwała około cztery miesiące, kończąc się z początkiem marca 2011 roku – doszło wtedy do ataku na stronę BMI, jednej z trzech organizacji zbiorowego zarządzania prawami autorskimi lub prawami pokrewnymi non-profit na rynku utworów muzycznych w USA. Kolejnym działaniem grupy był drugi atak DDoS na organizację RIAA.

## Sarah Palin
8 grudnia 2010 roku amerykańska polityczka Sarah Palin ogłosiła, że jej strona internetowa i prywatne dane karty kredytowej zostały naruszone. Obóz polityczny Palin twierdził, iż za atakiem stała grupa Anonymous, choć nigdy nie doszło do zapowiedzi ataku ze strony Anonymous. W wywiadzie z Russia Today członek organizacji powiedział: „Szczerze powiedziawszy, Sarah Palin nigdy nas zbytnio nie obchodziła. Nie mam pojęcia, co ona zamierza osiągnąć tymi oskarżeniami oraz jaką uwagę chce zdobyć. Osobiście nie interesujemy się Sarah Palin”. Prywatni technicy polityk opublikowali zrzut ekranu ukazujący plik dziennika serwera z adresem URL wikileaks.org. Ataki na Visa były wykonane metodą DDoS, lecz dane kart kredytowych nie zostały ujawnione. Nie wiadomo czy naruszenie danych karty Sarah Palin było częścią ataku na Visa, czy też personalnym atakiem. Poprzednio email amerykańskiej polityk został zhakowany podczas kampanii wyborczej na prezydenta USA w 2008 roku.

## Operacja Pomścić Assange’a (Avenge Assange)
Aktywista internetowy, działacz na rzecz serweru WikiLeaks Julian Assange został zatrzymany przez szwedzką policję 7 grudnia 2010 roku. Również w grudniu organizacja WikiLeaks znalazła się w centrum uwagi po tym, jak zaczęła publikować tajne depesze dyplomatyczne Stanów Zjednoczonych. Korporacje takie jak Amazon, PayPal, Bank of America, PostFinance, MasterCard i Visa zaprzestały współpracy oraz zablokowały możliwość wsparcia finansowego WikiLeaks. Działania te uwarunkowane były presją polityczną rządu. W odpowiedzi członkowie Operacji Payback skierowali swoje działania przeciwko tym przedsiębiorstwom. Rozpoczęła się operacja o nazwie Pomścić Assange’a (ang. Avenge Assange). PayPal, PostFinance oraz szwedzka prokuratura zostały zaatakowane przez hakerów metodą DDoS. 8 grudnia 2010 roku skoordynowany atak DDoS doprowadził do awarii stron MasterCard i Visa. 9 grudnia w wyniku kolejnego ataku strona PayPal doznała znacznych problemów w funkcjonowaniu. PayPal ogłosiła, że odmrozi dotacje znajdujące się na koncie fundacji Wau Holland, która zbierała fundusze na WikiLeaks. Jednocześnie oznajmiła, że konto po przekazaniu środków nie zostanie reaktywowane. WikiLeaks odmówiła jakiegokolwiek powiązania z atakami hakerów. Rzecznik organizacji, Kristinn Hrafnsson, powiedział:

Zarówno nie potępiamy, jak i nie wspieramy tych ataków. Wierzymy, że są one odzwierciedleniem opinii publicznej na temat działań zaatakowanych organizacji.

Również 9 grudnia holenderska policja aresztowała szesnastoletniego chłopca w Hadze. Był on związany z atakami przeciwko MasterCard i Visa, koordynował działania czatu IRC pod pseudonimem „Jeroenz0r”.
Współzałożyciel organizacji Electronic Frontier Foundation John Perry Barlow opisał całokształt ataków jako „strzały, które usłyszał cały świat – to jest Lexington.” W innych słowach poeta motywuje do współuczestnictwa w atakach:

Pierwsza poważna wojna informacyjna właśnie się zaczęła. Polem bitwy jest WikiLeaks. Ty jesteś żołnierzem.

| Cel                               | Adres internetowy       | Dzień ataku            |
| --------------------------------- | ----------------------- | ---------------------- |
| PostFinance                       | postfinance.ch          | 06.12.2010             |
| Szwedzka Prokuratura Generalna    | aklagare.se             | 07.12.2010             |
| EveryDNS                          | everydns.com            | 07.12.2010             |
| Joe Lieberman                     | lieberman.senate.gov    | 08.12.2010             |
| MasterCard                        | mastercard.com          | 08.12.2010             |
| Claes Borgström i Thomas Bodström | advbyra.se              | 08.12.2010             |
| Visa                              | visa.com                | 08.12.2010             |
| Sarah Palin                       | sarahpac.com            | 08.12.2010             |
| PayPal                            | thepaypalblog.com       | 09.12.2010             |
| Amazon                            | amazon.com              | 09.12.2010 (anulowany) |
| PayPal                            | api.paypal.com:443      | 10.12.2010             |
| MoneyBookers                      | moneybookers.com        | 10.12.2010             |
| Conservatives4Palin               | conservatives4palin.com | 10.12.2010             |

## Wykorzystane narzędzia i środki komunikacji

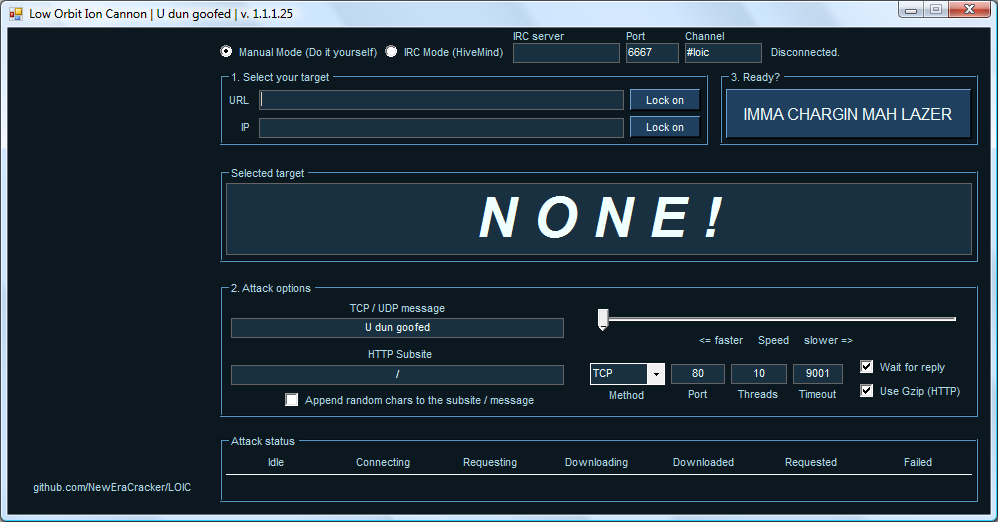
Zrzut ekranu LOIC z działem jonowym usuniętym ze względu na prawa autorskie.

Członkowie Operacji Payback używali zmodyfikowanej wersji Niskoorbitalnego Działa Jonowego (ang. Low Orbital Ion Cannon, LOIC) w celu wykonywania ataków typu DDoS. We wrześniu 2010 roku do LOIC dodano modyfikację pod nazwą „Umysł Ula”. Przy jej wykorzystaniu Niskoorbitalne Działo Jonowe łączy się z usługą IRC, dzięki której ataki mogą być przeprowadzane zdalnie. Pozwala to komputerom z zainstalowanym LOIC na działania takie same, jakby były częścią botnetu. Dzięki temu koordynatorzy Operacji Payback mogli szybko i skutecznie unieszkodliwiać wybrane strony.
W ramach Operacji Payback wykorzystywano chat IRC w celach komunikacyjnych. Członkowie omawiali jakie strony należy zaatakować, a następnie tworzyli plakaty publikowane na różnych forach obrazkowych (ang. imageboard) takich jak 4chan. Media społecznościowe, głównie Facebook oraz Twitter, również służyły koordynacji ataków oraz nagłaśnianiu działań Operacji Payback.